# William Eugene Smith

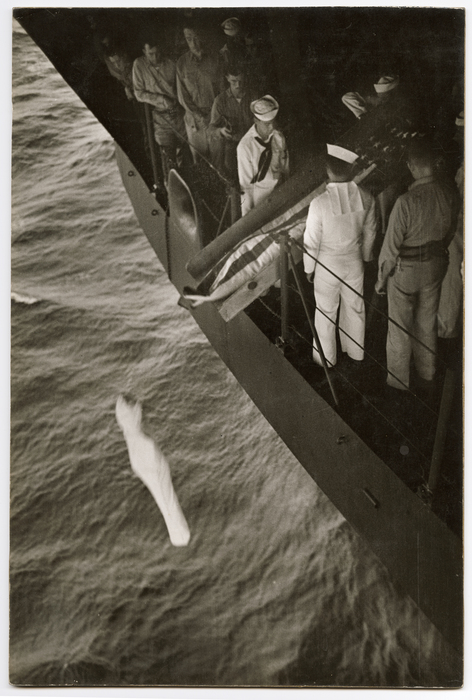
Pohřeb na moři, loď USS Bunker Hill, Time Inc.; The LIFE Picture Collection, 1944

William Eugene Smith (30. prosince 1918 Wichita, Kansas – 15. října 1978 Tucson, Arizona) byl americký fotožurnalista.

## Život a dílo
Narodil se v kansaském městě Wichita, kde pak chodil do školy a v patnácti letech začal svou fotografickou kariéru přispíváním do místních novin. V letech 1936–1937 studoval fotografii na University of Notre Dame v Indianě. Po studiu se přestěhoval do New Yorku, kde fotografoval pro časopisy Newsweek, Life, Coliers, Harper's Bazaar a The New York Times. Během druhé světové války, od roku 1942, se účastnil jako fotoreportér bojů v Atlantiku a zejména Pacifiku, kde byl v květnu 1945 vážně zraněn.
Po válce fotografoval pro časopis Life, pro který vytvořil sérii fotografických esejů Vesnický lékař, Těžké časy na Broadwayi, Porodní sestra, Španělská vesnice a Milosrdný člověk. Neshody Smithe s redakcí časopisu ohledně poslední fotoeseje o Albertu Schweitzerovi vyústily v roce 1955 k přerušení spolupráce.
V roce 1955 se stal členem agentury Magnum Photos, pro kterou během tří let, rovněž díky stipendiu Guggenheimovy nadace, nafotografoval reportáž z hornického prostředí Pittsburghu. V období let 1957–1965 nahrával a fotografoval na Manhattanu jazzové hudebníky.
V letech 1971–1973 žil a fotografoval se svou druhou ženou Aileen v Minamatě, japonském rybářském městě, jehož obyvatelé trpěli otravou rtutí, kterou do moře vypouštěla chemická továrna Chisso. Jejich fotografie byly otištěny ve významných světových denících a časopisech. Továrna nakonec musela vyplatit obětem odškodné a udělat příslušná opatření k zastavení znečišťování životního prostředí.
V roce 1977 se usadil v Tucsonu v Arizoně, kde učil na University of Arizona a vytvářel archiv svých fotografií v Center for Creative Photography. O rok později zde předčasně ve věku 59 let zemřel.
Jako jeho asistent pracoval japonský fotograf Džun Morinaga.

## Ocenění
- Guggenheimovo stipendium (1956, 1957, 1968)
- Zlatá medaile Roberta Capy (1974)
- World Understanding Award (1975)

## Film
V roce 2020 o něm režisér Andrew Levitas natočil film Minamata, ve kterém ho ztvárnil herec Johnny Depp.